# Nagroda Stowarzyszenia Nowojorskich Krytyków Filmowych
Nagroda Stowarzyszenia Nowojorskich Krytyków Filmowych (ang. New York Film Critics Circle Awards, NYFCC Awards) – nagroda przyznawana corocznie, począwszy od 1935, przez Stowarzyszenie Nowojorskich Krytyków Filmowych.

## Kategorie
Aktualnie nagroda przyznawana jest w 13 kategoriach konkursowych:
- Najlepszy film – od 1935
- Najlepszy reżyser – od 1935
- Najlepszy scenariusz – od 1956
- Najlepsza aktorka – od 1935
- Najlepszy aktor – od 1935
- Najlepsza aktorka drugoplanowa – od 1969
- Najlepszy aktor drugoplanowy – od 1969
- Najlepsze zdjęcia – od 1980
- Najlepszy film animowany – od 2000
- Najlepszy film dokumentalny – od 1995
- Najlepszy film zagraniczny – od 1937
- Najlepszy debiut reżyserski – od 1989 do 1996
- Najlepszy pierwszy film – od 1997
- Nagroda Specjalna – od 1940